# 1837

## Esdeveniments
Països Catalans
- 31 de gener - Torreblanca (Plana Alta): els carlins van guanyar en la batalla de Torreblanca durant la Primera Guerra Carlina.
- 17 de febrer - Bunyol (Foia de Bunyol): els carlins vencen en la batalla de Bunyol durant la primera guerra carlina.
- 18 de febrer - La Panadella (Montmaneu, l'Anoia): els carlins del general Benet Tristany vencen en la batalla de la Panadella durant la Primera Guerra Carlina.
- 29 de març - Bunyol (Horta Nord): els carlins comandats per Ramon Cabrera i Grinyó guanyen la batalla de Burjassot durant la Primera Guerra Carlina.
- 1 de maig - Sant Mateu (Baix Maestrat): els carlins sota el comandament de Ramon Cabrera i Grinyó trenquen el Setge de Sant Mateu de 1837 i assalten la població en la Primera Guerra Carlina.
- 3 de maig - Benicarló (Baix Maestrat): els carlins aixequen el setge de Benicarló de 1837 després que els liberals rebessin reforços durant la Primera Guerra Carlina.
- 12 de juny - El Gra (Torrefeta i Florejacs, la Segarra): els liberals vencen en la batalla de Gra durant l'Expedició Reial de la Primera Guerra Carlina.
- 8 de juliol - Castelló de la Plana (la Plana Alta): els carlins no poden ocupar la ciutat durant la batalla de Castelló i s'han de retirar a València durant l'Expedició Reial de la Primera Guerra Carlina.

Resta del món
- 4 de març - Illinois (EUA): aquest estat atorga a Chicago la categoria de ciutat.
- 24 d'abril - Cantavella (Maestrat Aragonès): els carlins recuperen la vil·la al final del setge de Cantavella durant la Primera Guerra Carlina.
- 17 de maig - Irun (Baix Bidasoa, País Basc): els liberals ocupen la ciutat al final de la batalla d'Irun durant la primera guerra carlina.
- 18 de juny - Madrid: Constitución de la Monarquía española, Reina de las Españas (Preàmbul), dominios de España. Primera constitució espanyola en què es pot trobar el mot Espanya en singular (Art.1)[1]
- 24 d'agost - Villar de los Navarros (Camp de Daroca, Aragó): els carlins van guanyar la batalla de Villar de los Navarros durant l'Expedició Reial de la Primera Guerra Carlina.
- 16 de setembre - Portugal: Ferran de Saxònia-Coburg Gotha, rei consort pel seu casament amb la reina Maria II de Portugal, és proclamat Ferran II de Portugal gràcies al naixement del seu fill, el futur rei Pere V de Portugal.
- 28 d'octubre - Japó: Tokugawa Yoshinobu, 45è i últim shogun.
- 25 d'octubre - Buenos Aires (l'Argentina): hi executen públicament José Vicente Teinafé, exgovernador de Córdoba, son germà Guillermo i el capità Santos Pérez, en ser considerats culpables de l'assassinat del general Juan Facundo Quiroga, esdevingut el 16 de febrer de 1835.

## Naixements
Països Catalans
- 30 de gener, Sabadell, Província de Barcelona: Agustí Rius i Borrell, mestre i pedagog català.
- 15 de maig, Igualada: Benet Malvehí i Piqué, dibuixant i mestre veler[2]
- 27 d'agost, Pollença: Alberta Giménez i Adrover, religiosa i professora mallorquina[3]

Resta del món
- 6 de gener: Juan Lindolfo Cuestas, president de l'Uruguai (68 anys).
- 12 de febrer, La Corunya, Emilia Calé Torres, escriptora espanyola[4]
- 17 de febrer, Madrid: Joaquina García Balmaseda, actriu, periodista, poeta, comediògrafa i escriptora espanyola[5]
- 22 de febrer: Pedro Varela Olivera, president de l'Uruguai
- 24 de febrer: Rosalía de Castro, poetessa i novel·lista en llengua gallega i castellana (48 anys).[6]
- 15 de març, París: Célestine Galli-Marié, mezzosoprano francesa[7]
- 18 de març: Stephen Grover Cleveland, president dels Estats Units
- 18 de març, Groningen: Cornelius Marius Kan, geògraf
- 17 d'abril, Hartford, Connecticut, EUA: John Pierpont "J.P. Morgan, financer i banquer americà que va dominar les finances corporatives i la consolidació industrial de la seva època[8]
- 21 d'abril: Fredrik Bajer, escriptor i pacifista danès, premi Nobel de la Pau en 1908[9]
- 7 de maig, Kernen im Remstal: Karl Mauch, geòleg i explorador alemany que va explorar el sud del continent africà[10]
- 16 de juny, Brandenburg: Ernst Laas, filòsof
- 1 de juliol, Francisco Vidal Gormaz, militar i geògraf
- 5 d'agost - Sant Petersburg: Anna Filossófova, filantropa i feminista russa en els darrers anys de l'època tsarista[11]
- 11 d'agost, Llemotges, França): Marie François Sadi Carnot, enginyer, President de la República Francesa (1887 -94)
- 16 de setembre, Lisboa, Portugal: Pere V de Portugal o Pere II de Bragança, rei de Portugal
- 3 d'octubre: Nicolás Avellaneda, president de l'Argentina
- 7 de novembre, Papigo, regió de l'Epir: Michael Anagnos, pedagog i educador d'invidents grec
- 9 de novembre, Dillingen an der Donau, Baviera: Theodor Schmid, musicòleg alemany de la Companyia de Jesús
- 23 de novembre: Johannes Diderik van der Waals, físic holandès, Premi Nobel de Física en 1910
- 6 de desembre: Ingå, Finlàndia: Alexandra Frosterus-Såltin, pintora i il·lustradora sueca-finlandesa[12]
- 24 de desembre: 
  - Múnic: Elisabet de Baviera, coneguda com a Sissi, emperadriu austrohongaresa[13]
  - Bellagio, Itàlia: Còsima Wagner, segona dona de Richard Wagner, mantenidora del Festival de Bayreuth[14]
- 30 de desembre, Leipzig: Marie Lipsius, àlies La Mara, escriptora alemanya, historiadora de la música[15]
- Cöslin, Pomerània, Prússia: Carl Adolf Lorenz, compositor prussià
- Sommersdorf: Heinrich Germer, pianista i professor
- Nàpols, Ferdinando Forino, violoncel·lista i compositor

## Necrològiques
Països Catalans
Resta del món
- 20 de gener - Sir John Soane arquitecte anglès que despuntà en l'estil neoclàssic (n. 1753).
- 3 de febrer - Lió: Claudina Thévenet, religiosa que fundà la Congregació de Jesús-Maria.[16]
- 10 de febrer - Sant Petersburg (Rússia): Aleksandr Puixkin, poeta i novel·lista rus de l'era del romanticisme (n. 1799).[17]
- 13 de febrer - Madrid: Mariano José de Larra, escriptor i periodista espanyol (n. 1809).
- 5 d'abril - Lucca: Teresa Bandettini, escriptora italiana (n. 1763).[18]
- 14 de juny - Nàpols: Giacomo Leopardi, escriptor i filòsof, el principal poeta del romanticisme italià (n. 1798).[19]
- 10 d'octubre - París: Charles Fourier, filòsof francès (n. 1772).